# Schaakbordlieveheersbeestje
Het schaakbordlieveheersbeestje (Propylea quatuordecimpunctata), ook wel veertienstippelig lieveheersbeestje genoemd, is een kever uit de familie van de lieveheersbeestjes (Coccinellidae). De wetenschappelijke naam van de soort werd in 1758 als Coccinella quatuordecimpunctata gepubliceerd door Carl Linnaeus in de tiende editie van Systema naturae.

## Kenmerken
Dit 4 tot 6 millimeter lange lieveheersbeestje is gemakkelijk van andere soorten te onderscheiden door zijn gele kleur en zwarte vlekken op de dekschilden, maar met name door de vierkante vorm van deze vlekken. Andere gelijkende soorten als zestienpuntlieveheersbeestje (Tytthaspis sedecimpunctata) en het citroenlieveheersbeestje (Psyllobora vigintiduopunctata) hebben duidelijk ronde stippen. Er is wel wat variatie binnen de soort: veel exemplaren zijn geel met zwarte vlekken, maar sommige exemplaren hebben zeer grote zwarte vlekken, en zijn daardoor overwegend zwart, met gele vlekken. Soms lijken de dekschilden wat op een schaakbord.

## Leefwijze
Het schaakbordlieveheersbeestje leeft als larve en als imago uitsluitend van bladluizen. De volwassen kever kan twee jaar oud worden en is dan vaak wat verweerd.

## Voorkomen
Het schaakbordlieveheersbeestje is in de Benelux een zeer algemene soort, die voorkomt in allerlei biotopen, als er maar bladluizen zijn om te eten.